# Saraya (Band)
Saraya war eine 1987 gegründete US-amerikanische Hard-Rock-Band, die sich nach nur zwei Album-Veröffentlichungen 1991 wieder auflöste.

## Geschichte

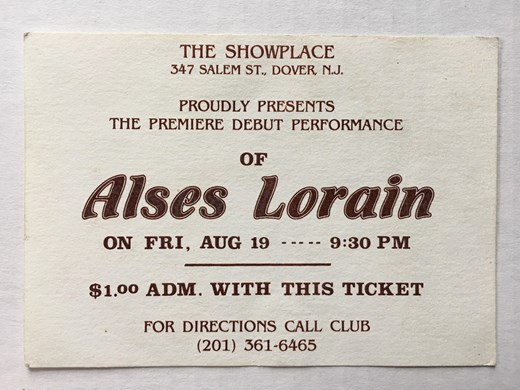
Einladung zum ersten Konzert von "Alses Lorain"

Sandi Saraya und Gregg Munier gründeten die Band 1987 unter dem Namen „Alses Lorain“ in New Jersey und vervollständigten sie mit dem Gitarristen Tony Rey (Danger Danger), dem Bassisten Gary Taylor und dem Schlagzeuger Chuck Bonfante. Ihren ersten Auftritt absolvierte die Gruppe am 19. August 1988 im Club The Showplace in Dover (New Jersey). Im Laufe der Zeit änderte sich ihr Namen zu „Alsace Lorraine“.
Die Band erhielt einen Plattenvertrag bei Polydor und änderte auf Drängen der Plattenfirma ihren Namen zu „Saraya“. Sie nahm unter der Leitung von Jeff Glixman, der unter anderem das Soloalbum von Paul Stanley (1978) und Black Sabbaths The Eternal Idol (1987) produziert hatte, ihr selbstbetiteltes Debütalbum auf, das 1989 veröffentlicht wurde. Es gelangte bis auf Platz 79 der US-amerikanischen Album-Charts. Für die beiden aus dem Album ausgekoppelten Singles Love Has Taken Its Toll und Back to the Bullet wurden Musikvideos produziert. Das Album erhielt positive Kritiken, und es gab „nur wenige, die der Band keine große Zukunft prophezeit hätten“.
Saraya stellten für den Wes-Craven-Film Shocker das von Desmond Child geschriebene Lied Timeless Love zur Verfügung, allerdings wirkten an den Aufnahmen nur Sängerin Saraya und Gitarrist Rey mit, die übrigen Musiker waren Steve Lukather (Toto, Gitarre), John Pierce (Bass), David Garfield (Keyboard) und Myron Grombacher (Schlagzeug). Das Lied erschien in Europa als zweiter Titel auf der von Bonfire veröffentlichten Single Sword and Stone, auf der auch Voodoo X’ Song The Awakening enthalten war. Alle drei Lieder stammten vom Soundtrack-Album zu Shocker. In den USA erschien es als eigenständige Promo-Single. Gary Taylor hatte die Band verlassen und war durch Barry Dunaway (Lou Gramm, Yngwie Malmsteen) ersetzt worden.
Für das zweite Album When the Blackbird Sings… arbeitete die Band mit Peter Collins zusammen, der zuvor Empire von Queensrÿche produziert hatte. Er gab dem Album einen Sound, der aus „aktualisiertem Siebziger-Handwerk“, „versteckten Zep/'Smith-Zitaten hier und da“, „treffsicheren Melody-Lines“, „infektiösen Hooks“ – kurzum: klassischem „Heavy Rock vom Feinsten“ resultierte. Munier, der mit dieser Entwicklung nicht glücklich war, verließ die Band kurz nach der Veröffentlichung. Aus dem Album wurde das Lied Seducer (B-Seite: In the Shade of the Sun) ausgekoppelt.
Sechs Monate nach seinem Ausstieg löste sich die Gruppe auf, in der zuletzt bei Live-Auftritten statt eines Keyboarders der Gitarrist John Roggio gespielt hatte. Sandi Saraya zog sich danach bis 2017 vollständig aus der Öffentlichkeit zurück. Tony Rey, der mit Veröffentlichung des zweiten Albums den Künstlernamen Tony Bruno angenommen hatte, veröffentlichte 1998 mit Gary Taylor, Chuck Bonfante und zwei weiteren Musikern im Rahmen des Projekts Garbo Talks eine CD. Er arbeitet als Studiomusiker und Songwriter unter anderem für deutsche Künstler wie No Angels, Nena oder Rosenstolz. Gregg Munier starb 2006 an den Folgen einer Lungenentzündung.
In einem Interview, das sie 2019 für den US-amerikanischen Podcast Focus on Metal gab, erklärte Sandi Saraya, dass sie gemeinsam mit Tony Bruno an neuen Songs für ein weiteres Saraya-Album arbeite. Sie sagte, Tony Bruno sei für eine Veröffentlichung bei Frontiers Records, sie selber wolle jedoch mit Labels sprechen, von denen sie aufgefordert worden sei, sich zu melden, falls sie etwas Neues mache. Bisher (2022) kam es zu keiner Veröffentlichung.

## Diskografie

### Alben
- 1989: Saraya
- 1991: When the Blackbird Sings…

### Singles
- 1989: Love Has Taken It’s Toll
- 1989: Back to the Bullet
- 1989: Timeless Love (Wes Craven’s Shocker (The Music))
- 1991: Seducer